# Іван Бейкер
Іван Бейкер (англ. Yvan Baker; нар. 8 грудня 1977, Торонто, Онтаріо, Канада) — канадський політик українського походження. Член Ліберальної партії, депутат Законодавчої асамблеї Онтаріо, обраний у 2014 р. від провінційного виборчого округу Етобіко-центр. У 2019 виграв у цьому ж окрузі на федеральних виборах до Парламенту Канади.

## Попередній досвід

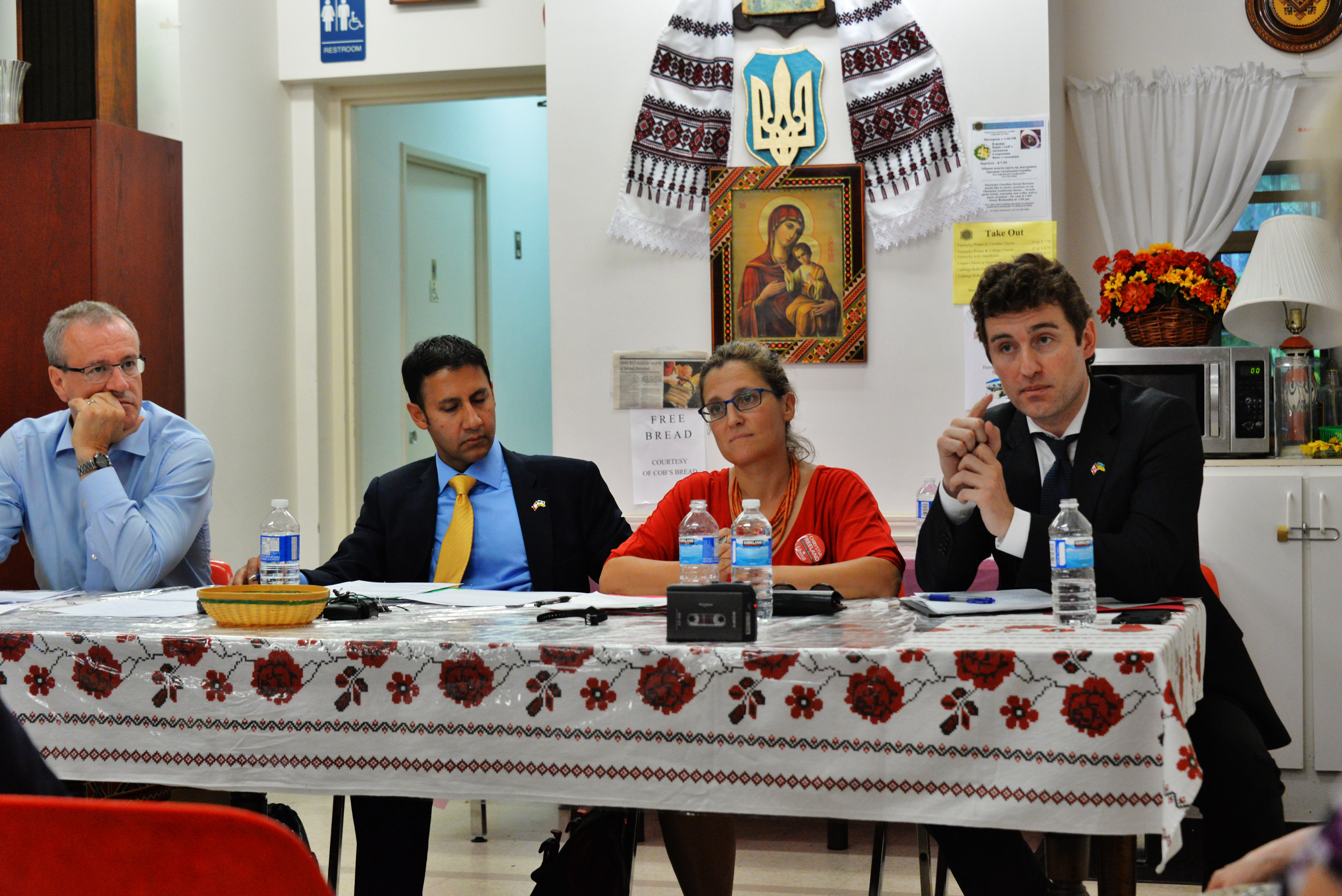
Іван Бейкер: «Канада має надати Україні летальне оборонне озброєння»

Перед своїм обранням до уряду Онтаріо Іван Бейкер керував власним бізнесом — був консультантом у Бостон Консалтінг Груп у Торонто та Нью-Йорку. Він здобув бакалаврат з бізнес адміністрації в Університеті Йорк та магістратуру в Дартмутському коледжі. Був залучений до ряду волонтерських проектів, зокрема в Мережі молодих лідерів (Торонто) та Глобальній низовій ініціативі (Руанда), не кажучи про активну позицію в українській громаді. На відзнаку його волонтерської діяльності нагороджений Королівською діамантовою ювілейною медаллю.

## Політика
Він балотувався на виборах до уряду провінції Онтаріо 2014 року кандидатом від лібералів у виборчому окрузі Етобіко-центр. Переміг консервативного кандидата Піна Мартіно з перевагою у 8 101 голос.
Він є Парламентським асистентом (англ. Parliamentary Assistant президента Ради Скарбниці (англ. Treasury Board).
Підтримує більш рішучу позицію щодо надання Україні летальних оборонних озброєнь .